# 서울용동초등학교
서울용동초등학교는 대한민국 서울특별시 노원구 중계동에 위치한 공립 초등학교이다.

## 학교 연혁
- 1992.4.23 서울용동초등학교 개교
- 2011.7.2 체육관(미르터) 개관
- 2012.08.20 방송실 현대화 사업 및 교직원 식당 설치
- 2012.12.15 학교 내외 안전시설 설치(창호안전대 및 방법창 등)
- 2013.07.08 야외학습장‘꿈 채움 뜰’개관
- 2014.02.14 용동어린이 다짐석‘사랑받고 사랑하는 용동어린이’설치
- 2014.05.15 야외학습장 ‘행복 채움 뜰’개관
- 2015.02.09 운동장 구령대 및 급수대 재설치
- 2017.03.01 제7대 박민정 교장 부임
- 2017.11.08 행정실 리모델링 및 나눔실 조성
- 2020.02.13 제29회 졸업식(99명, 누계 6,367명)
- 2020.03.23 19학급 편성(일반 17학급, 특수 2학급)
- 2021.3.1 제8대 강석 교장 부임
- 2021.3.1 서울용동초등학교 병설유치원 설립

## 학교 상징
- 교화 - 장미 : 무궁한 지혜를 가진 용동어린이 & 사계절 아름다운 용동초등학교.
- 교목 - 은행나무 : 수명이 긴 나무로 서울용동초등학교의 전통있는 역사를 상징한다.

## 참고 자료
- 서울용동초등학교 - 한국교육학술정보원 학교알리미